# Becadells pintats
Els becadells pintats són tres (o dues) espècies d'aus que formen la família dels rostratúlids(Rostratulidae).

## Descripció
Aus de grandària mitjana, que fan una llargària de 20 – 25 cm i un pes de 75 – 165 g. Són aus de potes curtes i bec llarg. De formes similars als becadells, però amb un plomatge més cridaner. Hi ha dimorfisme sexual quant a grandària i colorit, amb els mascles menors i més apagats. Tenen grans ulls.
El plomatge és bru o castany, tacat en negre i ocre per sobre i en blanc i crema per sota. Ratlles ocre en cap i muscles. Taques grogues a les ales.

## Hàbits
De costums crepusculars o inclús una mica nocturnes.
Fora de l'estació reproductora són animals solitaris.

## Reproducció
La biologia reproductiva canvia en funció del gènere. Les del gènere Rostratula són poliàndriques, mentre que Nycticryphes són monògames. Les femelles del gènere Rostratula s'uneixen a uns quants mascles, però després de la posta, són els mascles els que es fan càrrec de covar i curar els ous. El niu és una cavitat senzilla de rames i fulles, amagat a terra, entre la vegetació alta. La posta consta de 2 a 4 ous crema o ocre, molt tacats de negre i marró. La covada dura 19 dies. Els joves abandonen aviat el niu.

## Alimentació
Són omnívors i s'alimenten de llavors i invertebrats. En la seva dieta s'inclouen cucs anèlids, cargols, insectes aquàtics i crustacis. En algunes poblacions l'arròs i el mill pot significar una part important de la dieta.

## Taxonomia
La família dels rostratúlids, s'inclou clàssicament a l'ordre Charadriiformes, però en la classificació de Sibley-Ahlquist s'inclou al gran ordre Ciconiiformes. Malgrat la semblança superficial amb els becadells comuns, es considera que estan més relacionats amb les jacanes
Fins fa poc classificats en dos gèneres monoespecífics, avui es considera que el gènere Rostratula està format per dues espècies diferents, ja que hi ha diferències morfològiques i genètiques entre les poblacions.
- Gènere Rostratula
  - becadell pintat afroasiàtic (Rostratula benghalensis).[3]
  - becadell pintat australià (Rostratula australis).[4]
- Gènere Nycticryphes
  - becadell pintat americà (Nycticryphes semicollaris).[5]

## Hàbitat i distribució
Viuen a aiguamolls i camps d'arròs, d'Àfrica, l'Índia, sud-est asiàtic, Austràlia i Sud d'Amèrica del Sud.

## Conservació
La UICN, que només reconeix dues espècies, no les considera amenaçades per l'activitat humana. La població australiana però, ha minvat, i es considera vulnerable en Austràlia.